# Alberto Rodríguez de Lista y Aragón
Alberto Rodríguez de Lista y Aragón (Sevilla, 15 d'octubre de 1775 - Sevilla, 5 d'octubre de 1848) va ser un matemàtic, poeta, periodista i crític literari espanyol.

## Biografia
Fill de Francisco Rodríguez de Lista i de Paula Aragón, propietaris d'una fàbrica de telers de seda al barri sevillà de Triana, fou un nen superdotat hàbil en matemàtiques i humanitats; va estudiar a la Universitat de Sevilla Filosofia i Teologia i a més Matemàtiques, matèria en la qual als tretze anys va ser substitut en la càtedra que sostenia la Societat Econòmica de Sevilla; des de 1796 va ensenyar aquesta matèria en el Real Col·legi de San Telmo de la capital sevillana.
Va ser ordenat sacerdot en 1803; va col·laborar com a poeta a El Correo Literario y Económico de Sevilla (1803-1808)) i li van influir fortament les idees filantrópicas de l'enciclopedisme, per la qual cosa va ser un entusiasta panegirista del Comte de Floridablanca; si bé va cantar entusiàsticament La victoria de Bailén i va redactar la Gaceta del Gobierno que dirigia Capmany i El Espectador Sevillano, va abraçar la causa de Josep I d'Espanya dedicant, segons Chaves, cants al mariscal Soult i transformant-se en el seu propagandista, i fins a va escriure discursos i arengues per a l'exèrcit estranger. Però va canviar d'ideologia, en fundar amb Matute la Gaceta Ministerial de Sevilla (1808-1809) i va obtenir una mitja ració de la Catedral sevillana.
A conseqüència de tot això va haver d'exiliar-se per afrancesat en acabar la Guerra del francès; va tornar a Espanya en 1817; va estar a Pamplona i a Bilbao i per fi es va establir a Madrid amb el triomf de la revolució de Rafael del Riego. Allí va col·laborar en el Periódico del Ministerio de Gobernación de la Península (1823) i va fundar amb altres dos afrancesats, Sebastián de Miñano i Hermosilla, la revista El Censor (1820-1822), la de contingut més intel·lectual de la seva època, i més tard El Imparcial (1821-1822), i a més el privat Col·legi Lliure de San Mateo; per als seus alumnes va compondre i va imprimir la Colección de trozos escogidos i el Tratado de matemáticas puras y mixtas, però, acusat d'ensenyar doctrines contràries a la religió i a l'ordre, es va tancar el centre (posteriorment passaria a realitzar les seves activitats l'Acadèmia de la Murta) i fou obligat a expatriar-se a la caiguda del Trienni Liberal.
Va estar a Baiona al capdavant de la Gaceta de Bayona. En 1827 va tornar; va romandre algun temps a Sant Sebastià com a redactor de La Estafeta de San Sebastián (1830-1831). Amb la mort de Ferran VII d'Espanya va tornar definitivament a Madrid en 1833 per dirigir la Gaceta de Madrid fins a juliol de 1837, en la redacció de la qual va tenir a les seves ordres Hartzenbusch, Cándido Nocedal, Salvá, Eugenio de Ochoa, Pérez Anaya, Francisco de Paula Madrazo, Navarrete i alguns altres, i se li va oferir el bisbat d'Astorga, però el va rebutjar; va dirigir a més La Estrella, periòdic a favor de la causa d'Isabel II i Francisco Cea Bermúdez, i en 1836 va ocupar una càtedra a l'Ateneo de Madrid i va donar classes de matemàtiques a la Universitat Central; després va marxar a Cadis i allí es va dedicar a l'ensenyament al Col·legi San Felipe Neri de Cadis i va col·laborar a El Tiempo (1839-1840) de Cadis.
Després va ser a Sevilla i va ensenyar en l'Acadèmia de Belles Arts i en la Universitat de Sevilla. Va presidir-hi l'Acadèmia de Bones de Lletres i va ser nomenat canonge de la catedral sevillana. Entre altres deixebles hi va tenir José de Espronceda, Antonio Cavanilles y Centi, Patricio de la Escosura, José María Tenorio Herrera, Luis de Usoz, Juan Bautista Alonso, López Pelegrín, Mariano José de Larra, Eugenio de Ochoa, Pezuela, Mariano Roca de Togores i Ventura de la Vega. Va ingressar en 1847 en la Reial Acadèmia de la Història amb un discurs sobre el Carácter del Feudalismo en España en el qual negava la seva existència.
Sempre es va comportar amb actitud política acomodatícia i oportunista, però quan el deixaven expressar-se lliurement es mostrava radicalment liberal. Encara que va tenir com a models a escriptors clàssics del segle xvi i del Neoclassicisme, en la seva obra ja s'anuncia un Romanticisme que arribaria poc després per la gran importància que va donar al personal i íntim en les seves composicions. En la seva obra pedagògica pot observar-se la contradicció entre la seva professió eclesiàstica i les seves tendències maçòniques. Les seves poesies no es van tornar a publicar fins a 1927; posseeixen un valor molt superior al que li solen assignar els que no les han llegit. Han escrit sobre ell Juretschke, Fernández Espino, Antonio Ferrer del Río, Pérez Anaya i Manuel Chaves entre d'altres.

## Càrrecs
- En 1788, amb tretze anys va ocupar la càtedra de matemàtiques de la Societat d'Amics del País
- En 1789 va ser Batxiller de Filosofia
- En 1795 va ser Batxiller de Teologia a Sevilla
- En 1798 Càtedra de Matemàtiques en el col·legi de San Diego de Sevilla
- En 1808 Càtedra de Retòrica i Poètica en la Universitat de Sevilla. Càrrec que abandona en 1813 per afrancesat.
- Com a clergue va ser canonge de la Catedral de Sevilla i professor del Real Col·legi de San Telmo

## Obres
- Elogio del Serenísimo Señor Don José Moñino, Conde de Floridablanca, Presidente de la Suprema Junta Central gubernativa de los Reynos de España e Indias, Sevilla, Imprenta Real, 1809.
- Tratado elemental de Geometría. Aplicación del Álgebra a la Geometría y Trigonometría rectilíneas. Bilbao: Antonio Apraiz, 1819.
- Reflexiones imparciales sobre la Inquisición, Madrid, 1820.
- Colección de trozos escogidos de los mejores hablistas castellanos, en verso y prosa: hecha para el uso de la Casa de Educación, sita en la calle de San Mateo de la Corte (2 vols.), antologia de textos de literatura clàssica espanyola en vers i prosa.
- Poesías, Madrid, 1822.
- Resumen analítico de la Historia Universal del Conde de Segur, 1838, resum i traducció de Louis-Philippe de Ségur Histoire universelle, ampliat per Lista fins a l'època actual.
- Lecciones de literatura dramática española explicadas en el Ateneo Científico, Literario y Artístico (Madrid, 1839)
- Artículos críticos y literarios, Palama, 1840.
- Ensayos literarios y críticos (Sevilla, 1844, 2 vols., amb pròleg de José Joaquín de Mora).